# Варсонофий Великий
Варсоно́фий Вели́кий (или Варсонофий, авва Палести́нский; умер около 563 года) — христианский святой, монах, подвижник.

## Жизнеописание
Варсонофий родился в Египте. По некоторым данным, детство и юность провёл в крупном городе, был хорошо образован, знал несколько языков.
Впоследствии удалился в монастырь Аввы Серида в окрестностях Газы Палестинской, где жил в маленькой келлии в пещере вблизи монастыря. Более 50 лет святой жил уединённо в полном безмолвии, питаясь только хлебом и водой, в стенах монастыря и в пустыне. Варсонофий обладал даром чудотворения, в том числе воскрешения умерших.
В затворе преподобный Варсонофий предался молитве и достиг высокой степени духовного совершенства. О жизни, подвигах и благодатных дарованиях Варсонофия сохранились свидетельства в рукописях. В славянских списках XV—XVII веков есть наставления в форме ответов на вопросы, которые ему задавали ученики и мирские люди. В XVIII веке стараниями молдавского старца схиархимандрита Паисия Величковского были найдены на Афоне наиболее полные две древнейшие пергаменные греческие рукописи «Ответов» Варсонофия. Они были при жизни старца Паисия переведены на молдавский и славянский языки. Издание этих рукописей, так же как и перевод на русский язык, было осуществлено в XIX веке старцами Введенской Оптиной пустыни. Наставления Варсонофия показывают степень его нравственного совершенства, любви к людям, содержат скупые факты жизни.
Неизвестно точное время кончины преподобного Варсонофия: одни называют годом его смерти 563, другие говорят более осторожно — до 600 года.
Его мощи в 850 году были привезены в Италию, где и хранятся в городе Ория, покровителем которого он считается в Католической церкви.
Часто Варсонофий Великий упоминается в одном контексте со своим учеником и доверенным лицом Иоанном Пророком. Сохранились духовные поучения Варсонофия Великого и его переписка со святым Иоанном Пророком, записанные Аввой Дорофеем.
Память святого почитают в Православной (память — 19 февраля (6 февраля по юлианскому календарю)) и Католической (память 11 апреля) церквях.

## Молитва Варсонофия Великого о прощении забытых грехов
Широко известна и регулярно употребляется в православной традиции молитва преподобного Варсонофия Великого о прощении забытых грехов:

Владыко Господи, поскольку и забыть свои прегрешения есть грех, то я во всем согрешил Тебе, Единому Сердцеведу; Ты и прости мне все по Твоему человеколюбию; тем-то и проявляется великолепие славы Твоей, когда Ты не воздаешь грешникам по делам их, ибо Ты препрославлен во веки. Аминь.

## Тропарь преподобным Варсонофию Великому и Иоанну Пророку
Глас 4-й:

Бо́же оте́ц на́ших,/ творя́й при́сно с на́ми по Твое́й кро́тости,/ не отста́ви ми́лость Твою́ от нас,/ но моли́твами их// в ми́ре упра́ви живо́т наш.